# Sarmenstorf
Sarmenstorf es una comuna suiza situada en el cantón de Argovia. Tiene una población estimada, a fines de 2021, de 2976 habitantes.
Limita al norte con la comuna de Villmergen, al noreste con Büttikon, al este con Uezwil, al sureste con Kallern, al sur con Bettwil y Fahrwangen, y al oeste con Meisterschwanden y Seengen.[cita requerida]